# Agege
Agege es un barrio y es una de las 20 áreas de gobierno local en el Estado de Lagos, Nigeria. 
Dispone de un campus de la Universidad Estatal de Lagos.

## Historia
Agege se creó por primera vez en 1954 como Consejo Distrital. En 1967, los militares tomaron el poder y Agege se fusionó con el Consejo Distrital de Ikeja por un período de trece (13) años. 
En 1980, Agege fue extirpada del Área del Gobierno Local de Ikeja y se mantuvo así hasta 1983, cuando los militares volvieron a tomar el poder y nuevamente se fusiona con Ikeja por otros seis (6) años. 
Posteriormente, en 1989, se crearon cuatro áreas de gobiernos locales y se labraron de los actuales, ocho más en Lagos, para hacer un total de doce (12). De este modo, Agege fue creado a partir de Ikeja. Es significativo que, entre agosto de 1991 y diciembre de 1996, se han creado más áreas de gobiernos locales para llevar el número de estos a veinte (20) en el Estado de Lagos como resultado de lo cual Alimosho y Ifako-Ijaye respectivamente, fueron creados a partir de Agege. 

## Localización y Extensión
El Área de Gobierno Local de Agege tiene una superficie total de unos 18 metros cuadrados y limita al norte con Ifako-Ijaye, en el Sur y el Oeste con Alimosho y en el Este con Ikeja.